# Tricharaea simplex
Tricharaea simplex är en tvåvingeart som beskrevs av Aldrich 1916. Tricharaea simplex ingår i släktet Tricharaea och familjen köttflugor. Inga underarter finns listade i Catalogue of Life.